# XIII Sonata fortepianowa Beethovena

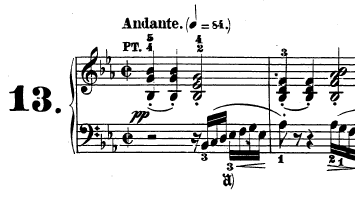
Początek Sonaty op. 27/1

Sonata fortepianowa nr 13 Es-dur op. 27 nr 1 "Sonata quasi una fantasia" Ludwiga van Beethovena powstała w latach 1800–1801. Została wydana razem ze słynną Sonatą cis-moll op. 27 nr 2, znaną jako sonata Księżycowa – i tak jak ona nosi odautorskie miano "sonaty niby-fantazji" (Sonata quasi una fantasia), wskazujące na mniejszą wierność klasycznej formie sonaty.

## Części utworu
Sonata składa się z czterech części:
1. Andante - Allegro - Andante
2. Allegro molto e vivace
3. Adagio con espressione
4. Allegro vivace

Przeciętny czas wykonania dzieła to ok. 15 minut.